# Nieuwe-Tonge
Nieuwe-Tonge est un village dans la commune néerlandaise de Goeree-Overflakkee, dans la province de la Hollande-Méridionale. Le 1er janvier 2009, le village comptait 2 510 habitants.
Nieuwe-Tonge est situé sur l'île de Goeree-Overflakkee.
Jusqu'en 1966, Nieuwe-Tonge était une commune indépendante. Le 1er janvier de cette année, Nieuwe-Tonge a été rattaché à la commune de Middelharnis.